# 伊木隆司
伊木 隆司（いぎ たかし、1973年〈昭和48年〉11月12日 - ）は、日本の政治家、公認会計士、税理士。鳥取県米子市長（3期）。

## 来歴
鳥取県米子市東町生まれ。生まれて間もなく皆生に引っ越す。
米子市立福生小学校、米子市立福生中学校、鳥取県立米子東高等学校卒業。1996年（平成8年）3月、中央大学商学部会計学科卒業。公認会計士2次試験に合格し、太田昭和監査法人（現・EY新日本有限責任監査法人）に入社。
2000年（平成12年）4月、公認会計士登録。2004年（平成14年）、米子市にて伊木会計事務所を開設。税理士登録。
2017年（平成29年）4月16日に行われた米子市長選挙に自由民主党・民進党・公明党の推薦を受けて立候補。JR米子駅の南北自由通路一体化事業の凍結を訴えた前市議の山川智帆、日本共産党県委員会常任委員ら2候補を破り初当選を果たした。4月24日、市長就任。
※当日有権者数：121,164人 最終投票率：46.09%（前回比：＋10.82pts）
| 候補者名 | 年齢 | 所属党派 | 新旧別 | 得票数   | 得票率 | 推薦・支持                         |
| -------- | ---- | -------- | ------ | -------- | ------ | ---------------------------------- |
| 伊木隆司 | 43   | 無所属   | 新     | 29,922票 | 54.23% | （推薦）自由民主党・民進党・公明党 |
| 山川智帆 | 39   | 無所属   | 新     | 20,625票 | 37.38% |                                    |
| 福住英行 | 41   | 無所属   | 新     | 4,631票  | 8.39%  |                                    |

2021年（令和3年）、無投票再選。
2022年（令和4年）5月17日、米子保健所から別の新型コロナウイルス感染者の濃厚接触者と判定された。5月18日、PCR検査を受けた結果、自身の感染が確認された。
2025年（令和7年）、3回目の当選を果たした。

## 人物

### 旧統一教会との関係
伊木は2022年8月19日の記者会見で世界平和統一家庭連合（旧統一教会）米子家庭教会（米子市西福原4丁目）の集会にこれまで2回出席し、挨拶をしたことを明らかにした。伊木は、旧統一教会が名称を変えた団体だと認識していたとしたうえで「名前が変わって過去のトラブルから再出発しているのかなという印象で出席した。市民には思想信条に関係なく、等しく接するのが私のスタンスなので、必要であれば何らかの接点は持ちうる。」と述べた。
伊木は自身のTwitterで「どんな相手方であろうと反社会的勢力でなければ、会うことそのものを問題にするのは良くないと思う。利用されるリスクは立場上、常にあると思っていて注意はするが、それよりも立場上、市民を評判などで差別してしまうリスクを恐れる。」と述べた。
2022年10月4日、伊木は「今後は積極的な関係を持つことは控えたい。」と述べた。

### 人柄
伊木は真面目そうな印象を受けるが、自身について「決して杓子定規な真面目さはなく、いかに外れるかを真剣に考えるようなそんな楽しみを追いかけるのが自分の特徴であり、知り合った方の多くは、第一印象と違う感触を受けるようである。」と述べている。

### 資産公開
米子市は2017年10月2日から4月の市長選で初当選した伊木の資産を公開。市長の資産公開に関する条例に基づくもので任期が始まった4月24日現在の資産である。
報告書によると、土地はなく建物は米子市皆生5丁目の自宅342・4平方メートル（固定資産税の課税標準額は432万3707円）を所有する。預金は102万367円、株券は三井住友フィナンシャルグループ1万2500株、ゴルフ場会員権は大山平原ゴルフクラブ1件、乗用車1台を持っている。貸付金は837万6840円、借入金はなし。
任期開始の日（2021年4月24日）に所有していた資産は、預金は100万円。株券は1万7600株。貸付金は897万5028円、借入金はなし。土地はなし。建物の面積は342・7平方メートル、固定資産税の課税標準額は430万9342円。ゴルフ場の利用に関する権利は1件。普通自動車1台。
2021年4月24日から12月31日までの間に、新たに所有した資産は、有価証券（株券、600株）である。

## 政策・主張

### 経済
- 風俗街が混在している皆生温泉について伊木は「この雑多な温泉街というのは決して悪いとは思わないが、ここは一つ観光の面から温泉街の街並み整備のアイデアを出していくべき時期にきている」と2017年3月に自身のブログに書いている[1]。
- 地場産業がより一層、付加価値の高い商品やサービスを提供していくこと、地域外の需要を取り込んで、地産外商を進めて売上総額を上げていくことが必要である[20]。コストダウンを進めるというより提供する商品やサービスの付加価値を上げて地産外商を進めることが大切である[20]。そのために市としてできる支援をしていく[20]。
- 米子市では市の管理施設について、2019年4月までに屋外を含めた敷地内の全面禁煙を予定しているが、それに反対した米子たばこ販売組合が伊木を尋ね、屋外喫煙所の設置を求める意見書を提出した。伊木は意見書に対し、「たばこ税が非常に貴重な財源になっていますが喫煙者とそうでない人とのバランスをとっていきたい」と述べた[21]。

### 国防
- 2018年（平成30年）11月20日に米子市で開かれた、北朝鮮による拉致問題の解決を訴えるシンポジウムで、「安倍内閣が軍事行動をするというのであれば、全面的に支持したい。憲法を改正するというのであれば、全面的に支持したい」と述べ、北朝鮮への軍事行動を容認する考えを示した[22]。
- 米子市内には、陸上自衛隊米子駐屯地と航空自衛隊美保基地が存在するが、いずれも国防にとって重要な施設であり、地元としてこうした国策に協力する一方で市民の安全については十分な配慮をしてもらうよう求めていく[23]。自衛隊の人たちとは今後もいろいろな機会を通じて地元との共生を図っていきたいと思う[23]。

### ふるさと教育
- 米子には誇るべき歴史はたくさんあるが、これを子どもたちに少しでも多く教えることは大人の義務である[24]。米子で育った子どもたちが都会に出たり世界に飛び立ったりしたとしても、米子で育ったことをいつまでも誇りに思ってくれることを願う[24]。「ふるさと教育」を地道に推進していく[24]。

## 家族・親族
伊木家
- 祖父（小学校の教師）[25] - 1910年（明治43年）生まれ[25]。地元で小学校の教師をしていた[25]。祖父は「戦争の時代に自分の教え子を次々と戦場へ送り出したことが最大の悔いだ」と言っていたという[25]。学校を定年退職し、家庭菜園とテニス、囲碁などの趣味にいそしんだ[25]。2007年8月、老衰により他界[25]。
- 祖母[25]
- 父（元山陰放送のアナウンサー）[26]
- 妻
- 子[3]